# Tadeusz (Woldeselassie)
Tadeusz (imię świeckie Wolde Gabriel Woldeselassie, ur. 18 maja 1942 w Wollo) – duchowny Etiopskiego Kościoła Ortodoksyjnego, od 1998 arcybiskup Karaibów i Ameryki Południowej.

## Życiorys
Święcenia kapłańskie przyjął 3 lutego 1958. Sakrę biskupią otrzymał 7 lutego 1993. W 1998 został mianowany arcybiskupem Karaibów i Ameryki Południowej.